# 金田高義
金田 高義（かねだ たかよし、1938年12月1日 - ）は、愛知県名古屋市北区出身の元プロ野球選手（投手）。右投げ右打ち。

## 来歴・人物
国鉄スワローズ→読売ジャイアンツで日本プロ野球唯一の400勝を達成した金田正一の弟。愛知高から1958年、国鉄に入団。一軍での実績は無く、1960年限りで引退した。徳永喜男「ヤクルトスワローズ球団史」（ベースボール・マガジン社）によると、正一の給料を成績相応に上げることが周囲の状況から難しかったため、正一の給料の一部として高義を入団させ契約金を払うことになった、という。

## 詳細情報

### 年度別投手成績
- 一軍公式戦出場なし

### 背番号
- 45 （1958年 - 1960年）